# Курьяк, Елица
Елица Ку́рьяк (серб. Јелица Курјак; род. 1952, Белград, Социалистическая Республика Сербия, СФРЮ) — Чрезвычайный и Полномочный Посол Республики Сербия в Российской Федерации (17 декабря 2008 — 5 декабря 2012).

## Биография
В 1974 году окончила факультет политических наук Белградского университета. На том же факультете в 1981 году защитила кандидатскую работу по теме: «Советская политическая мысль о различных путях в социализм».
В 1975—2000 годах работала научным секретарём в Институте международной политики и экономики в Белграде. Елица Курьяк изучала сначала вопросы советской теории и практики, а затем фундаментальные основы современной теории политических систем, межнациональных отношений и внешнеполитической стратегии России.
В 1998 году на юридическом факультете в Белграде защитила докторскую диссертацию по теме: «Политический плюрализм в современной России и его влияние на международные отношения (1990—1996)».
В 2000—2001 годах — профессор университета Мегатренд в Белграде.
С 2001 года живёт в Москве.
Помимо сербского говорит на русском и английском языках. Замужем, имеет двух дочерей.

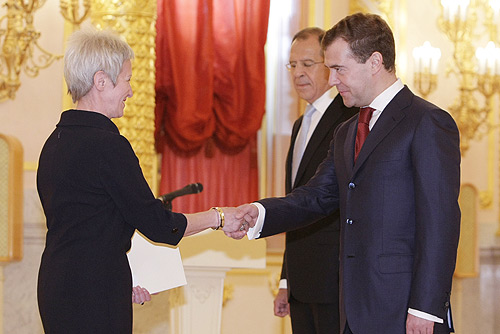
Вручение верительной грамоты Президенту России, 29 мая 2009 года

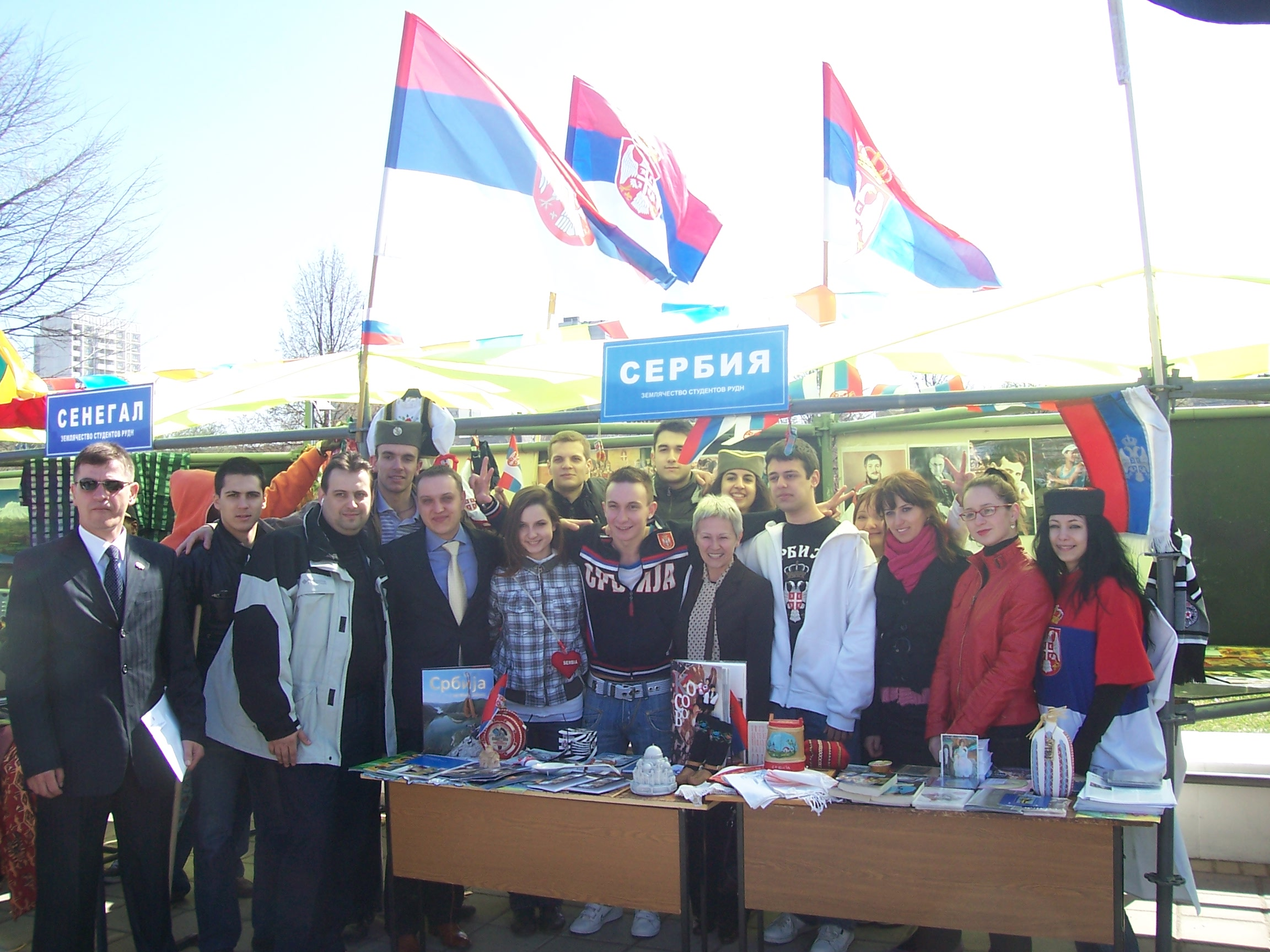
Елица Курьяк (в центре) и сотрудники посольства Сербии в России с сербскими студентами РУДН. Москва, 1 мая 2009 года

## На дипломатической службе
С 1 августа 2001 — советник по политическим вопросам при посольстве Союзной Республики Югославия, с 1 декабря 2004 — советник по политическим и экономическим вопросам, с 25 февраля 2006 — Временный поверенный в делах Посольства Сербии и Черногории, с 5 июня 2006 по 28 июня 2007 — Временный поверенный в делах Сербии в России.
С 17 декабря 2008 по 5 декабря 2012 года — Чрезвычайный и Полномочный Посол Сербии в России. Одновременно с февраля 2009 года являлась также Послом Сербии в Туркменистане (на нерезидентной основе).
Принимала активное участие в жизни сербской молодёжи, проживающей в России. 24 апреля и 1 мая 2009 года Посол посетила РУДН и встречалась с ректором В. М. Филипповым и сербскими студентами университета.
1 сентября 2009 — состоялась встреча с Патриархом Московским и всея Руси Кириллом. Патриарх Русской православной церкви обещал, что, несмотря на финансовый кризис, по возможности, будет оказана помощь в завершении строительства Храма святого Саввы в Белграде.
24 июля 2011 года награждена орденом Русской православной церкви святой равноапостольной княгини Ольги III степени.